# Ахея (римская провинция)
Ахе́я (Аха́йя; др.-греч. Ἀχαΐα, лат. Achaia или Achaea) — провинция Римской империи с центром в Коринфе, занимавшая территорию Пелопоннеса и граничившая на севере с провинцией Македония.

## История
Этот регион был включён в состав Римской республики как часть провинции Македония в 146 году до н. э. после того, как сопротивление Ахейского союза было сломлено кровавой кампанией, закончившейся разграблением и уничтожением Коринфа римским полководцем Луцием Муммием и убийством или продажей в рабство всех его жителей. За эту победу Муммий был награждён прозвищем «Achaicus», что означало «победитель Ахеи». Название области Пелопоннеса — Ахея — римляне распространили на весь полуостров.
В течение 60 лет Греция была полностью подчинена Риму как его провинция. Некоторые города, такие, как Афины или Спарта, даже получили права самоуправления в пределах своей территории.
В 88 году до н. э. Митридат VI Евпатор, царь Понта, начал войну против Рима при поддержке большого числа греческих полисов. Римские легионы под командованием Луция Корнелия Суллы вытеснили Митридата из Греции, подавили восстание и разграбили Афины в 86 году до н. э. и Фивы год спустя. Восставшие города были сурово наказаны; вся Греция лежала в руинах. С этого времени греческие города, бывшие крупными торговыми центрами, более не смогли подняться до прежних высот. Афины, впрочем, остались серьёзным научным центром, но их затмила слава Александрии.
После поражения Антония и Клеопатры около 27 года до н. э. император Август выделил Ахею в самостоятельную сенатскую провинцию. Тиберий с целью экономического подъёма перевёл Македонию и Ахайю из сенатских провинций в императорские. Клавдий в ходе реформы 44 года вновь сделал её сенаторской провинцией. Нерон посетил Грецию в 66 году нашей эры и выступал на Олимпийских играх, несмотря на правила, запрещающие участие негреков. Он удостаивался победы в каждом состязании, а в следующем году он провозгласил свободу греков на истмийском празднике, что означало освобождение её от дани Риму (была отменена Веспасианом по финансовым соображениям). Императоры из династии Флавиев и Антонинов неоднократно посещали города Греции и благосклонно относились к Афинам. Адриан развернул широкомасштабную программу по восстановлению из руин бедствующих греческих городов, ибо являлся поклонником греческой культуры, и считал себя наследником Тесея и Перикла. Адриан служил одноимённым архонтом Афин до того, как стал императором. Он провёл конституционные реформы в Афинах в 126 году и учредил специальный «Панэлленский совет», на котором представители всех греческих государств собирались для обсуждения религиозных вопросов в Афинах и под руководством Афин. Адриан также отвечал за крупномасштабные строительные проекты там, такие как завершение Храма Зевса Олимпийского, а афиняне построили Арку Адриана в его честь неподалёку. Строительство также велось местными знатными людьми, многие из которых стали римскими гражданами и присоединились к имперской элите, в первую очередь Герод Аттик.
Во время маркоманских войн в 170 или 171 году костобоки вторглись на римскую территорию, продвигаясь на юг через Балканы до Ахеи, где они разграбили святилище Деметры и Персефоны в Элевсине. Несмотря на то, что большая часть сил вторжения была уничтожена, местного сопротивления было недостаточно, и прокуратор Луций Юлий Вехилий Гратус Юлиан был отправлен в Грецию с небольшими силами, чтобы очистить её от остатков захватчиков.
Pax Romana был самым продолжительным периодом мира в истории Греции, и Греция стала важным перекрёстком морской торговли между Римом и грекоязычной восточной частью империи. Греческий язык служил лингва франка на Востоке и в Италии, и многие греческие интеллектуалы, такие как Гален, выполняли большую часть своей работы в Риме. Римская культура находилась под сильным влиянием греков; как сказал Гораций, «Graecia capta ferum victorem cepit» (Пленённая Греция захватила своего грубого завоевателя). Эпосы Гомера вдохновили «Энеиду» Вергилия, и такие авторы, как Сенека Младший, писали в греческих стилях. Некоторые римские аристократы считали современных греков отсталыми и мелочными, но при этом поддерживали греческую литературу, философию и наследие.
В ходе кризиса III века Ахея подверглась страшному опустошению готами (263 год.)

## Экономика
В Ахее добывались медь, свинец и железо, но производство не было столь крупным, как на других подконтрольных Риму землях, таких как Норик, Британия или испанские провинции. Наибольшим успехом пользовался греческий мрамор. Образованные рабы из Греции были широко востребованы в Риме в качестве врачей и учителей, так что образованные люди также были предметом экспорта. В Ахее также производили предметы домашней роскоши: мебель, керамику, косметику, одежду. Славились греческие оливки и оливковое масло.

## Список римских наместников
- Публий Рутилий Нуд (ок. 89 до н. э.);
- Гай Мунаций («Руф»/«Планк», ок. 56 до н. э[8].);
- Гай Квинкций, сын Гая, Трог (50-е до н. э.);
- Аппий Клавдий Пульхр (49—48 до н. э.);
- Публий Рутилий Луп (48 до н. э.);
- Сервий Сульпиций Руф (46—45 до н. э.);
- Маний Ацилий Глабрион Каниниан (45—44 до н. э.);
- Гай Орконий, сын Гая (кон. I в. до н. э[9]., возможно, ок. 38/7 до н. э[10].);
- Месциний (между 27 до н. э. и 14[11]);
- Луций Ливий Руфин (между 27 до н. э. и 14[12]);
- (Марк[13]) Метилий Руф[14] (между 5 до н. э. и 15);
- Аттидий Гемин (до 25);
- Публий Меммий Регул (между 31 и 37, вместе с Македонией);
- Квинт Граний Басс (между 41 и 54);
- Гней Ацерроний Прокул (вскоре после 44[15]);
- Юний Анней Галлион (до 54);
- (Квинт) Ватерний, сын Гая, Поллион (60-е — 70-е[16]);
- Aegeates (70-е);
- Тит Авидий Квиет (90/91—91/92);
- Гай Авидий Нигрин (ок. 95);
- Армений Брокх (90-е);
- Луций Мунаций Галл (90-е);
- Марк Меттий Руф (90-е);
- Луций Геренний Сатурнин (98—99);
- Луций Юлий Марин Цецилий Симплекс (99—100);
- Гай Каристаний Юлиан (100—101);
- Гай Миниций Фундан (между 101 и 103);
- Кассий Лонгин (до 109);
- Гай Авидий Нигрин (между 105 и 110);
- Тит Калестрий Тирон Орбий Сперат (111—112);
- Кассий Максим (116—117);
- Гай Валерий Север (117—118);
- Клодий Граниан (118—119);
- Тит Приферний Пет Розиан Гемин (122—123);
- Луций Антоний Альб (127—128);
- Гай Юлий Север (133—134);
- Гай Юлий Скапула (135—136);
- Юлий Кандид (136—137);
- Марк Кальпурний Лонг (между 134 и 144);
- Квинт Лициний Модестин Аттий Лабеон (144—145);
- Секст Квинтилий Кондиан (между 170 и 175);
- Секст Квинтилий Валерий Максим (между 170 и 175);
- Луций Альбин Сатурнин (между 175 и 182);
- Гай Сабуций Майор Цецилиан (184—185);
- Луций Кальпурний Прокул (184—185);
- Гай Цезоний Макр Руфиниан (ок. 192);
- Пупиен (конец II века);
- Гай Азиний Протим Квадрат (между 192 и 211);
- [M.?] Claudius Demetrius (между 193 и 198);
- Марк Эмилий Сатурнин (между 192 и 211);
- Марк Аврелий Амарант (между 193 и 211);
- Луций Юлий Юлиан (между 198 и 211);
- Аврелий Прокул (конец II века);
- Квинт Флавий Бальб (между 200 и 213);
- Lucius Lucius Priscillianus (между 211 и 217);
- Гней Клавдий Леонтинский (первая четверть III века);
- Рутилий Пудент Криспин (234—237);
- Марк Ульпий (конец II века/начало III века);
- [Ge]minius Modestus (между 222 и 235);
- [...]us Paulinus (при династии Северов);
- Ti. Claudius Ti. Me[vius P]risc[us I]unior (между 221 и 250);
- Валент Фессалоникийский (250-е, при Галлиене);
- Луций Турраний Грациан (между 285 и 290);
- Аврелий Валерий Туллиан Симмах (ок. 319);
- Стратегий Музониан (353);
- Флавий Гермоген (350-е);
- Веттий Агорий Претекстат (ок. 364).